# Bianchi (Familienname)
Bianchi ist ein italienischer Familienname, der Plural des italienischen Wortes bianco für weiß.

## Häufigkeit
Im schweizerischen Kanton Tessin ist Bianchi mit 1264 Vertretern der dritthäufigste Familienname. Landesweit belegt Bianchi mit 2681 Vertretern den 313. Platz der häufigsten Familiennamen in der Schweiz (Stand 2022).

## Namensträger

### A
- Adelchi Bianchi (1918–1968), italienischer Kameramann und Regisseur
- Adrián Alberto Bianchi (* 1964), argentinischer Fußballspieler
- Adrián Francisco Bianchi (* 1959), argentinischer Fußballspieler
- Al Bianchi (* 1932), US-amerikanischer Basketballspieler und -trainer
- Alessandro Bianchi (Politiker) (* 1945), italienischer Politiker und Autor
- Alessandro Bianchi (Fußballspieler, 1966) (* 1966), italienischer Fußballspieler
- Alessandro Bianchi (Fußballspieler, 1989) (* 1989), san-marinesischer Fußballspieler
- Alvaro Bianchi (* 1925), italienischer Ruderer
- Ambrogio Bianchi (1771–1856), italienischer Kardinal und Kamaldulenser
- Andrea Bianchi (Regisseur) (1925–2013), italienischer Filmregisseur
- Andrea Bianchi (Politiker) (1953–2015), Schweizer Jurist, Bergführer und Politiker
- Andrea Giorgio Maria Bianchi (1746–1814), italienischer Kaufmann und Mäzen
- Angelo Bianchi (1817–1897), italienischer Kurienkardinal
- Angelo Bianchi (Mineraloge) (1892–1970), italienischer Professor für Mineralogie an der Universität Padua und Namensgeber des Minerals Bianchit
- Archangelo Bianchi (1516–1580), italienischer Bischof und Kardinal
- Aurelio Bianchi-Giovini (1799–1862), italienischer Historiker

### B
- Bianca Bianchi (1855–1947), deutsch-österreichische Opernsängerin (Koloratursopranistin)
- Bianco Bianchi (1917–1997), italienischer Radrennfahrer
- Bruna Bianchi (1942–2021), italienische Germanistin und Übersetzerin
- Bruno Bianchi (Segler) (1904–1988), italienischer Segler
- Bruno Bianchi (Radsportler) (1917–1997), italienischer Radsportler
- Bruno Bianchi (Leichtathlet) (* 1939), italienischer Leichtathlet
- Bruno Bianchi (Schwimmer) (1943–1966), italienischer Schwimmer
- Bruno Bianchi (Regisseur) (1955–2011), italienischer Filmregisseur, Produzent und Animateur

### C
- Carlos Bianchi (Leichtathlet) (1910–1935), argentinischer Sprinter
- Carlos Bianchi (* 1949), argentinischer Fußballspieler und -trainer
- César Bianchi (* 1977), uruguayischer Journalist und Schriftsteller
- Chase Bianchi (* 1987), US-amerikanischer Pokerspieler
- Christian Bianchi (* 1970), italienischer Politiker

### D
- Daniel Bianchi (Journalist) (* 1956), uruguayischer Journalist und Hörfunkmoderator
- Daniel Bianchi (Politiker) (* 1962), uruguayischer Politiker
- Daniela Bianchi (* 1942), italienische Schauspielerin
- Deborah Bianchi (* 1992), italienische Fußballschiedsrichterin
- Diana Bianchi (Historikerin) (* 1951), uruguayische Historikerin
- Diana W. Bianchi, US-amerikanische Genetikerin und Neonatologin

### E
- Edoardo Bianchi (* 1985), italienischer Segler
- Eleonora Bianchi (Politikerin), uruguayische Politikerin (Partido Encuentro Progresista/Frente Amplio)
- Eleonora Bianchi (Schauspielerin) (* 1942), italienische Schauspielerin
- Elsie Bianchi Brunner (1930–2016), Schweizer Jazzmusikerin und Unternehmerin
- Emilio Bianchi (1875–1941), italienischer Astronom
- Emilio Bianchi di Cárcano (1930–2021), argentinischer Geistlicher, Bischof von Azul
- Enrico Bianchi (* 1930), Schweizer Ruderer
- Enzo Bianchi (* 1943), italienischer Theologe
- Erminio Bianchi (* 1943), italienischer Schauspieler und Pornodarsteller

### F
- Francesco Bianchi (Maler) (1447–1510), italienischer Maler
- Francesco Bianchi (Komponist) (1752–1810), italienischer Opernkomponist
- Francesco Bianchi (Medailleur) (1842–1918), italienischer Medailleur im Vatikan
- Francesco Bianchi (Leichtathlet) (1940–1977), italienischer Mittelstreckenläufer
- Francesco Saverio Bianchi (1743–1815), italienischer Mönch und Heiliger
- Francisco Antonio Bianchi (1919–2016), argentinischer Sänger, siehe Hugo Romani
- Friedrich von Bianchi (1812–1865), österreichischer General

### G
- Gabriele Bianchi (1901–1974), italienischer Komponist
- Gerardo Bianchi (* etwa 1220; † 1302), italienischer Kardinal und päpstlicher Diplomat
- Giada Bianchi (* 2001), italienische Beachvolleyballspielerin
- Giorgio Bianchi (1904–1967), italienischer Filmregisseur
- Giovanni Bianchi (Komponist) (um 1660–um 1720), italienischer Komponist
- Giovanni Bianchi (Mediziner, 1693) (auch Janus Plancus; 1693–1775), italienischer Mediziner und Naturforscher
- Giovanni Bianchi (1811–1893), Schweizer Fotograf, siehe Ivan Bianchi
- Giovanni Bianchi (Bildhauer) (1851–1916), Schweizer Bildhauer
- Giovanni Bianchi (Bischof) (1918–2003), italienischer Geistlicher, Bischof von Pescia
- Giovanni Battista Bianchi (Architekt) (1631–1687), italienischer Architekt
- Giovanni Battista Bianchi (Mediziner) (1681–1761), italienischer Anatom
- Guillaume Bianchi (* 1997), italienischer Fechter
- Gustavo Bianchi (1854–1884), italienischer Forschungsreisender in Afrika

### H
- Herman Bianchi (1924–2015), niederländischer Kriminologe und Autor

### I
- Ilaria Bianchi (* 1990), italienische Schwimmerin
- Isidoro Bianchi (Maler) (1581–1662), italienischer Maler
- Isidoro Bianchi (Geistlicher) (1733–1807), italienischer Kamaldulenserabt
- Ivan Bianchi (auch Giovanni Bianchi; 1811–1893), Schweizer Fotograf

### J
- Jeff Bianchi (* 1986), US-amerikanischer Baseballspieler
- Juan Bianchi (Maler) (1817–1875), chilenischer Maler italienischer Herkunft
- Juan Bianchi (Schauspieler) (* 1970), argentinischer Tontechniker, Musiker und Schauspieler
- Juan Carlos Bianchi (* 1970), venezolanischer Tennisspieler
- Jules Bianchi (1989–2015), französischer Automobilrennfahrer
- Julia Bianchi (* 1997), brasilianische Fußballspielerin

### K
- Kenneth Bianchi (* 1951), US-amerikanischer Serienmörder, siehe Hillside Stranglers

### L
- Leonardo Bianchi (1848–1927), italienischer Neurologe und Politiker
- Lorenzo Bianchi (1899–1983), italienischer Geistlicher und Missionar, Bischof von Hongkong
- Lucien Bianchi (1934–1969), belgischer Rennfahrer
- Luigi Bianchi (1856–1928), italienischer Mathematiker
- Luigi Alberto Bianchi (1945–2018), italienischer Geiger und Bratschist
- Luis Bianchi, argentinischer Hockeyspieler

### M
- Mansueto Bianchi (1949–2016), italienischer Geistlicher, Bischof von Pistoia
- Marcel Bianchi (1911–1998), französischer Musiker
- Marco Bianchi (* 1990), italienischer Fußballspieler
- Marco Jacopo Bianchi, eigentlicher Name von Cosmo (Musiker) (* 1982), italienischer Musiker
- María Grazzia Bianchi (* 1985), venezolanische Leichtathletin
- Mario Bianchi (1939–2022), italienischer Regisseur, Drehbuchautor und Schauspieler
- Mario Bianchi (Radsportler), (1905–1973), italienischer Radrennfahrer
- Martin Bianchi (1934–2017), deutscher Fußballspieler
- Martín Bianchi (* 1981), argentinischer Wintersportler
- Matteo Bianchi (* 2001), italienischer Radsportler
- Maurizio Bianchi (* 1955), italienischer Musiker
- Mauro Bianchi (* 1937), belgischer Automobilrennfahrer
- Michele Bianchi (1883–1930), italienischer Journalist und Politiker
- Mosè Bianchi (1840–1904), italienischer Maler

### O
- Ottavio Bianchi (* 1943), italienischer Fußballspieler und -trainer

### P
- Paolo Federico Bianchi, italienischer Architekt
- Patrice Bianchi (* 1969), französischer Skirennläufer
- Patrizio Bianchi (* 1952), italienischer Politiker und Hochschullehrer
- Philippa Bianchi (* 1982), maltesische Malerin und Portraitistin
- Pier Paolo Bianchi (* 1952), italienischer Motorradrennfahrer
- Pietro Bianchi (Maler) (1694–1740), italienischer Maler
- Pietro Bianchi (Architekt) (1787–1849), italienisch-schweizerischer Architekt
- Pietro Bianchi (Turner) (1883–1965), italienischer Turner
- Pietro Bianchi (Gewichtheber) (1895–1962), italienischer Gewichtheber
- Pietro Bianchi (Journalist) (1909–1976), italienischer Journalist und Filmkritiker

### R
- Ranuccio Bianchi Bandinelli (1900–1975), italienischer Klassischer Archäologe
- Regina Bianchi (1921–2013), italienische Schauspielerin
- Renata Bianchi (1926–1966), italienische Turnerin
- René Bianchi (* 1934), französischer Radrennfahrer
- Riccardo Bianchi (1854–1936), italienischer Ingenieur und Eisenbahnmanager
- Roberto Bianchi (Baseballspieler) (* 1963), italienischer Baseballspieler
- Roberto Bianchi Montero (1907–1986), italienischer Regisseur
- Rolando Bianchi (* 1983), italienischer Fußballspieler

### S
- Serena Bianchi (* 1974), italienische Synchronschwimmerin
- Sergio Bianchi (* 1948), Schweizer Jurist
- Simone Bianchi (* 1973), italienischer Weitspringer
- Siro Bianchi (1924–1992), italienisch-französischer Radrennfahrer

### T
- Tino Bianchi (1905–1996), italienischer Schauspieler
- Tom Bianchi (* 1945), US-amerikanischer Aktfotograf
- Tommaso Bianchi (* 1988), italienischer Fußballspieler

### V
- Valentin Lwowitsch Bianchi (1857–1920), russischer Zoologe
- Vicente Bianchi (1920–2018), chilenischer Pianist, Komponist und Dirigent
- Vinzenz Ferrerius von Bianchi (1768–1855), Herzog von Casalanza und österreichischer Feldmarschallleutnant